# Karula Papijärv
Karula Papijärv (est. Karula Papijärv) – jezioro w Estonii, w prowincji Valgamaa, w gminie Karula. Położone jest na wschód od wsi Lüllemäe. Ma powierzchnię 2,6 ha linię brzegową o długości 883 m, długość 250 m i szerokość 205 m. Sąsiaduje z jeziorami Karula Raudjärv, Köstrijärv, Karula Savijärv, Rebäsejärv. Położone jest na terenie Parku Narodowego Karula.